# San Pedro de Tiquina
San Pedro de Tiquina es una localidad y municipio de Bolivia ubicado en la provincia de Manco Kapac al oeste del departamento de La Paz. El municipio tiene una superficie de 61 km² y cuenta con una población de 6.052 habitantes (según el Censo INE 2012). El municipio se encuentra separado en dos partes por el Estrecho de Tiquina en el lago Titicaca, una parte que está conectada físicamente al resto del territorio nacional y la otra que es un enclave, o fragmente suelto, ubicado en la Península de Copacabana y conectada físicamente por el istmo de Yunguyo a la República del Perú. La localidad está ubicada en el enclave, a 105 km de la ciudad de La Paz, sede de gobierno del país, cruzando el estrecho por barcaza y luego por la carretera Ruta 2.

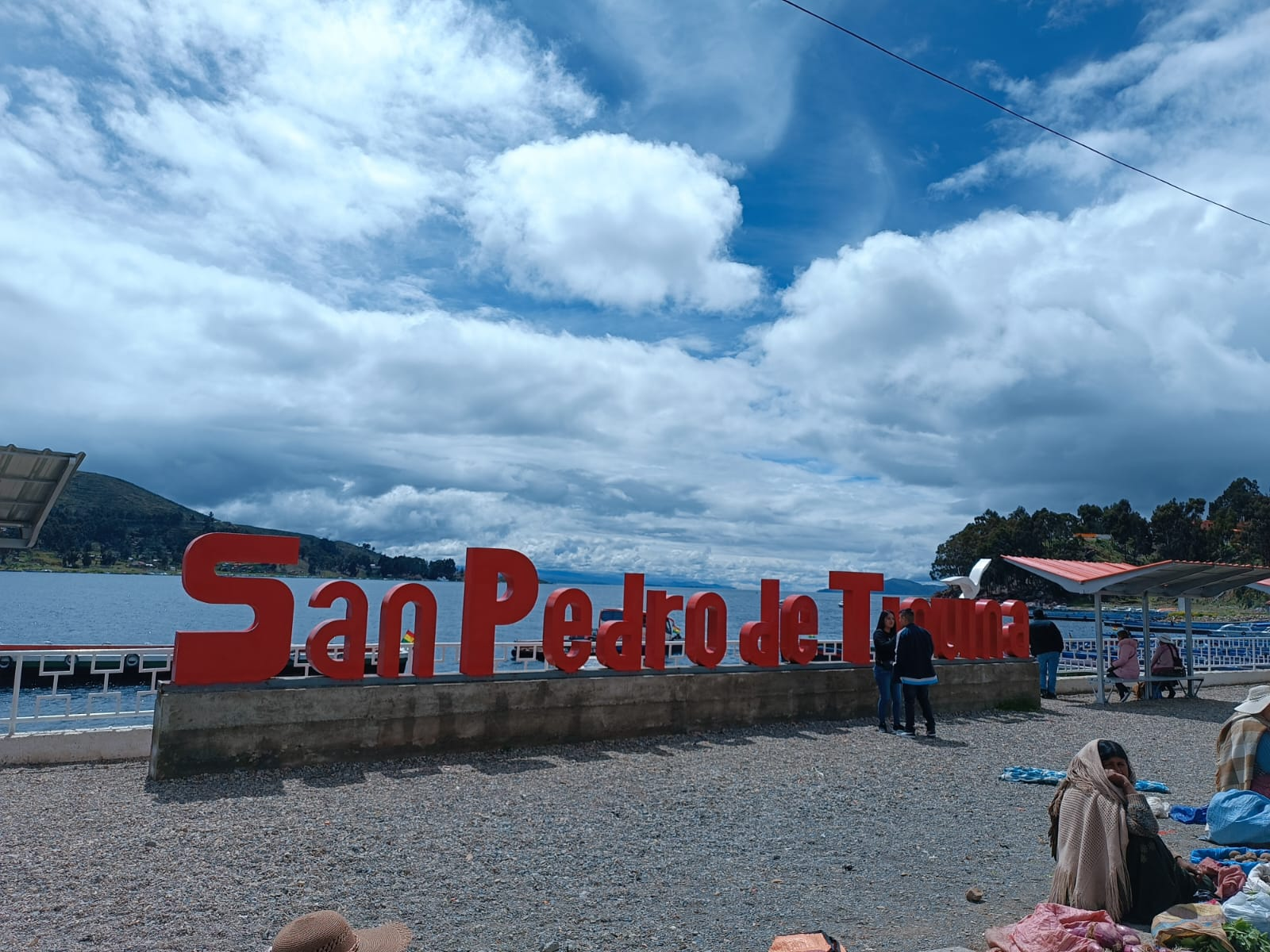
Letrero de San Pedro de Tiquina.

La cultura del municipio es predominantemente aimara y los idiomas más hablados son el aimara y el castellano.
El municipio fue creado como segunda sección municipal de la provincia mediante Ley N° 121 del 18 de noviembre de 1961, durante el gobierno de Víctor Paz Estenssoro, con jurisdicción sobre los cantones de San Pablo de Tiquina y Tito Yupanqui.

## Geografía
La topografía del municipio es accidentada, con presencia de serranías con colinas y un poco de planicies en las orillas del lago Titicaca. Los pisos ecológicos de Tiquina se ubican en la región subalpina tropical, denominada puna y dividida en dos zonas: puna húmeda y puna seca.
El territorio municipal está casi completamente rodeado del lago Titicaca, a lo cual se incluyen algunas islas pequeñas y medianas, siendo la más grande la Isla Taquiri a 1 km de la costa. Los principales ríos existentes en el municipio son el Huaylla y el Huacuyo, que forman parte de las subcuencas del lago Titicaca.
San Pedro de Tiquina tiene un clima predominantemente frío húmedo, con una temperatura promedio anual de 12 °C.
Se encuentra ubicado en el extremo suroriental de la península de Copacabana y la provincia de Manco Kapac, al oeste del departamento de La Paz. Limita físicamente al norte, este y oeste con el lago Titicaca, al noreste con el municipio de Achacachi en la provincia de Omasuyos, y al noroeste con el municipio de Tito Yupanqui, mientras que al sureste tiene límite hidrográfico con el municipio de Puerto Pérez en la provincia de Los Andes.

## Demografía
De acuerdo con el censo boliviano de 2024, la población del municipio de San Pedro de Tiquina es de 9 097 habitantes.
La población del municipio aumentó en más de la mitad entre 1992 y 2024:
| Año  | Habitantes (municipio) | Fuente |
| ---- | ---------------------- | ------ |
| 1992 | 5490                   | Censo  |
| 2001 | 6093                   | Censo  |
| 2012 | 5962                   | Censo  |
| 2024 | 9097                   | Censo  |

## Economía
Las actividades económicas más importantes del municipio son de tipo agropecuario. La ganadería se realiza con la cría de ovinos, ganado vacuno mejorado de la raza Holstein y porcinos, los mismos que son comercializados en las ferias locales y en la ciudad de La Paz. La actividad agrícola es beneficiada por la evapotranspiración del lago, lo que hace que la producción sea mayor, en especial de los cultivos de papa, oca, maíz, están destinados generalmente al consumo doméstico. La pesca es otra fuente de ingresos, con especies como la trucha, el mauri, el karachi y el ispi. El comercio que se realiza en los centros semiurbanos de las localidades de San Pedro y San Pablo de Tiquina, donde existe un gran flujo de turistas, es un complemento importante de la actividad agropecuaria.

En el ámbito del turismo, se destacan los atractivos como el camino prehispánico de Tiquina, el Templete de Chuquperka, Peñón Blanco, la Playa de Corihuaya, la Isla Camacachi y el mirador de Mama Ocllo. Está en planificación la construcción de un museo subacuático sumergido en el lago Titicaca donde se exhibirán miles de piezas precoloniales halladas en sus profundidades, con aportes de la Unesco y Bélgica.

Kullawada en Tiquina.
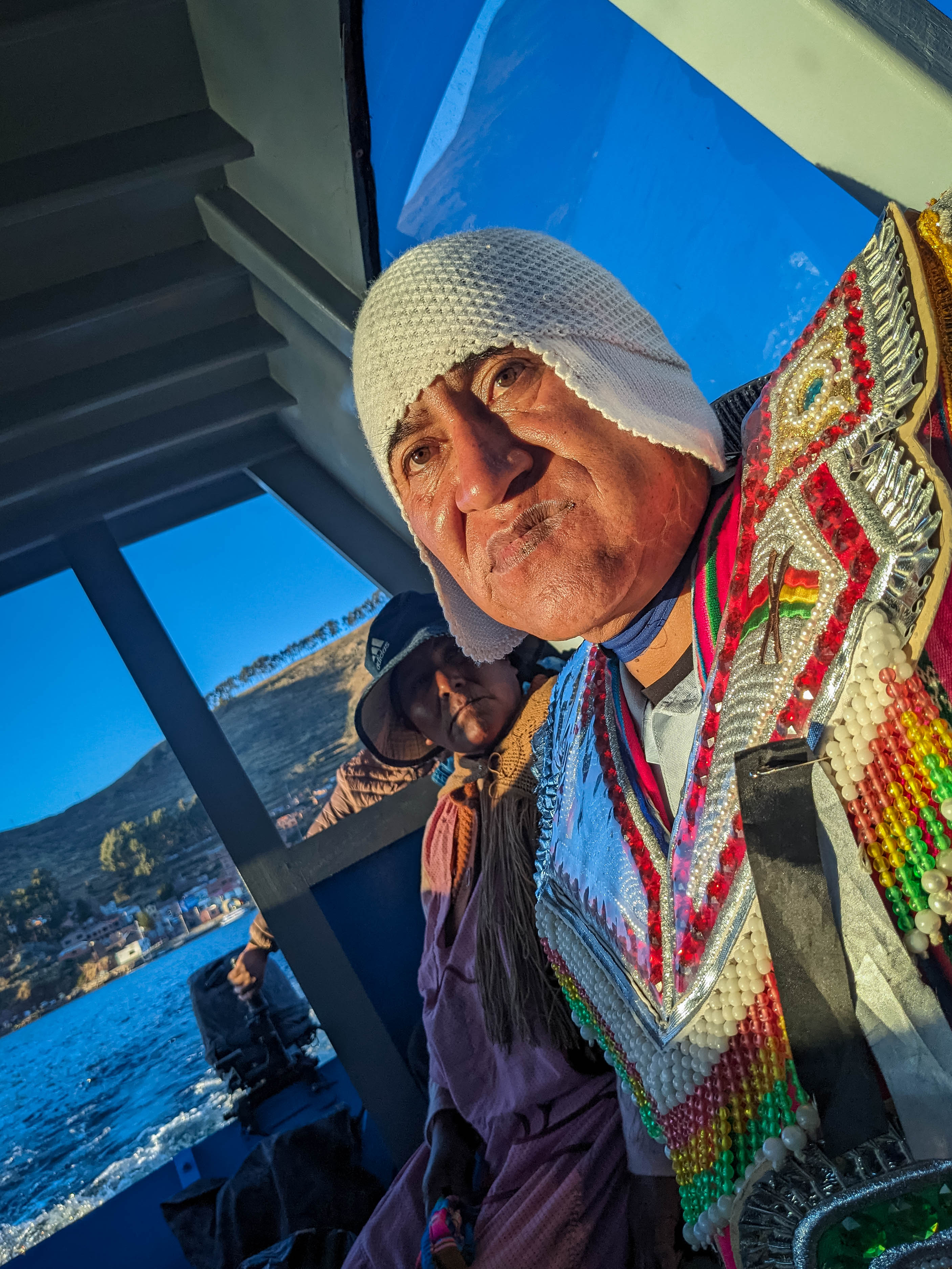
Vista del estrecho de Tiquina desde San Pedro.Kullawada en Tiquina.
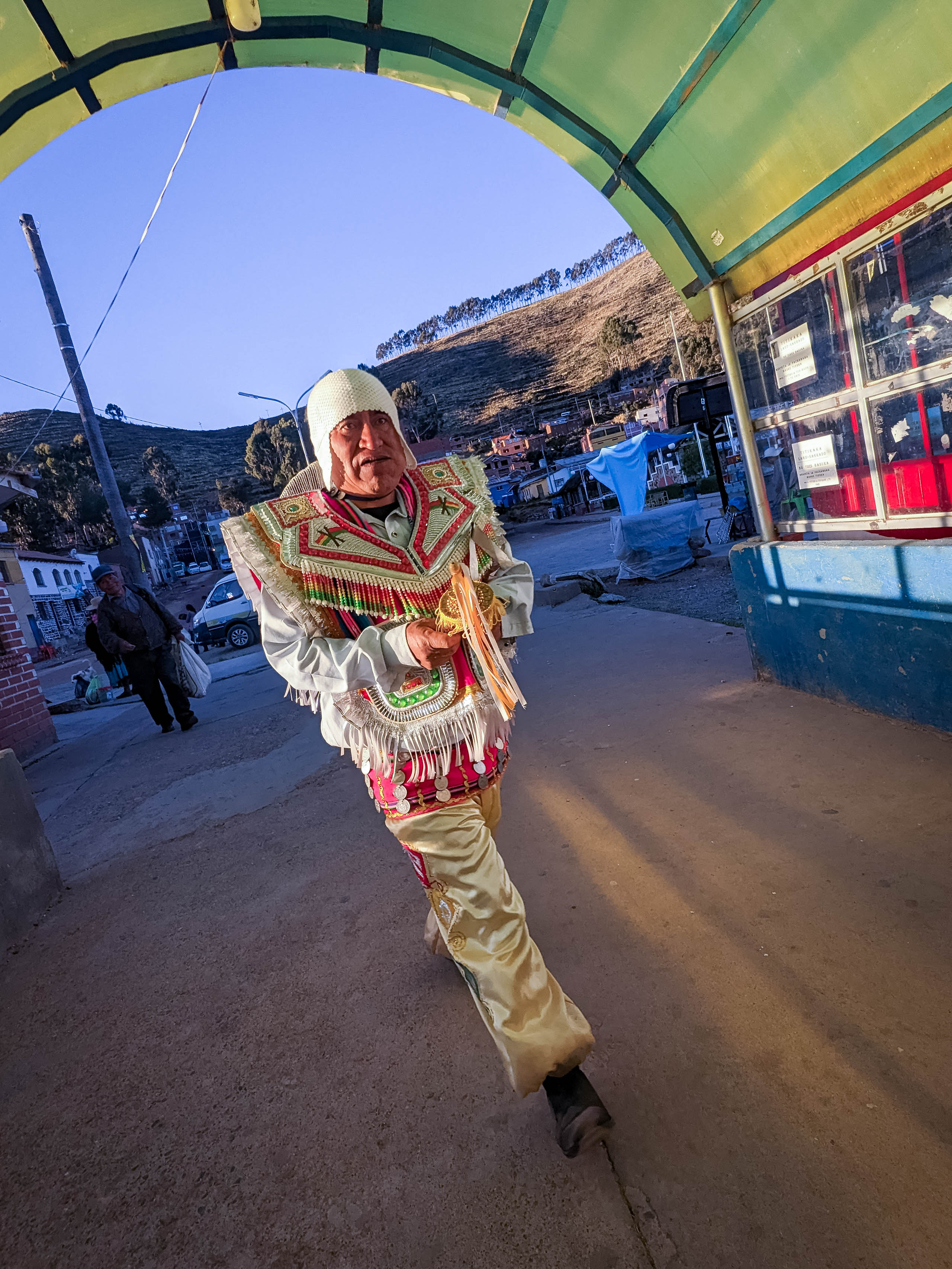
Bailarín de Kullawada en el estrecho de Tiquina.
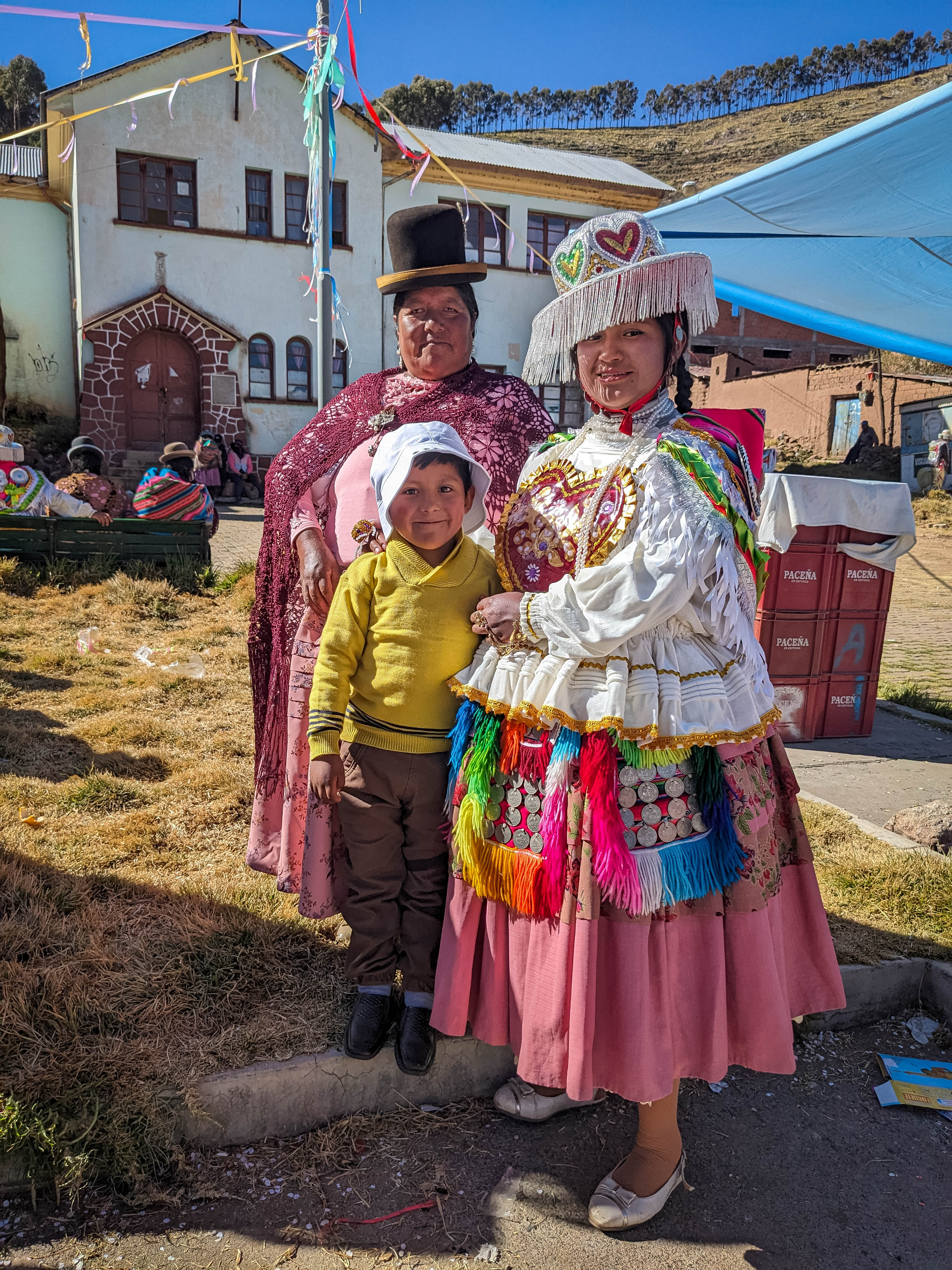
Bailarín de Kullawada en San Pedro de Tiquina.
- Bailarina de Kullawada en Tiquina.
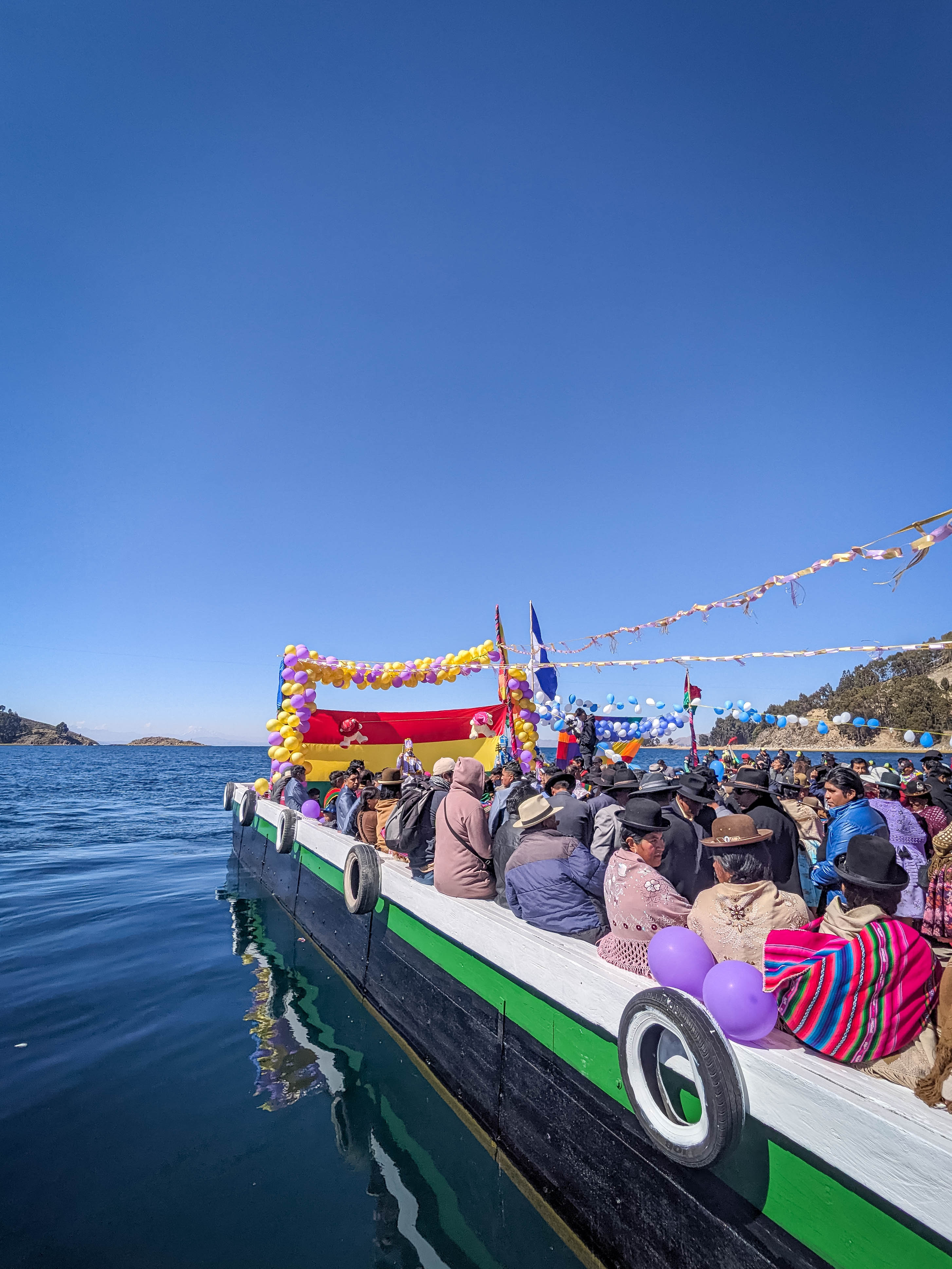
Bote donde se celebra la misa de San Pedro y San Pablo en Tiquina.
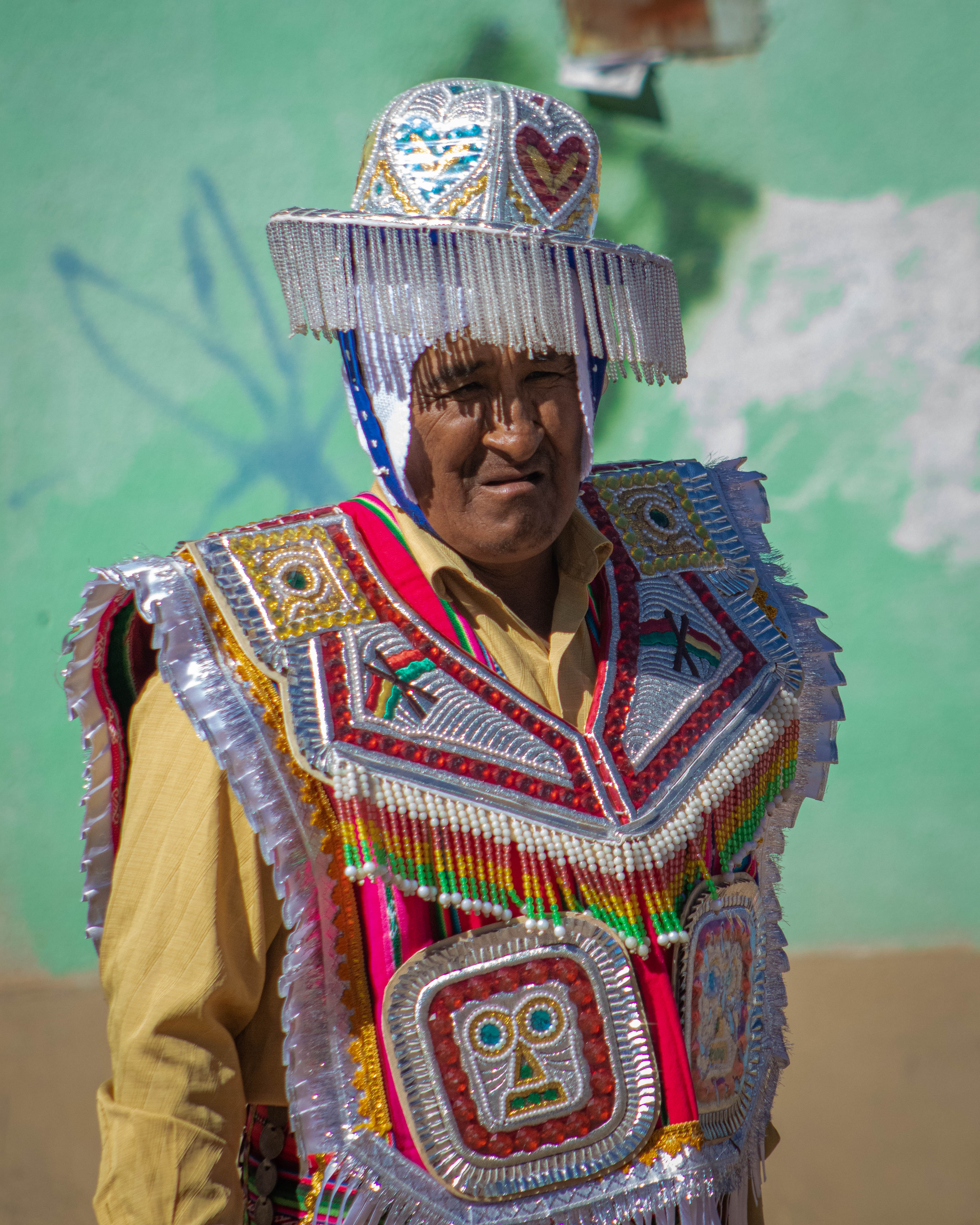
Bailarín de Kullawada con sombrero en Tiquina.
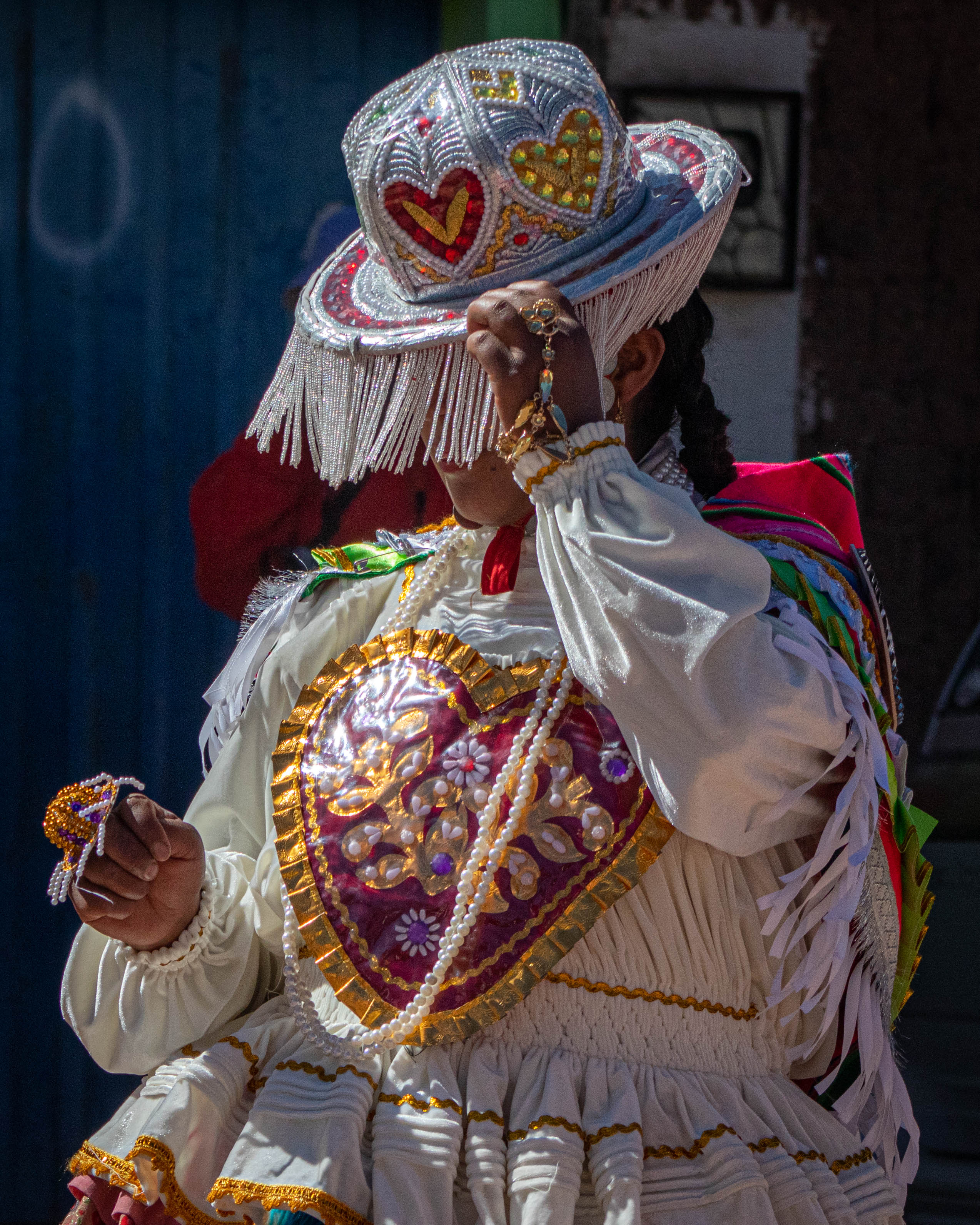
Bailarina de Kullawada en Tiquina.